# Archeologická naleziště Batu, al-Chutmu a al-Ajnu
Archeologická naleziště Batu, al-Chutmu a al-Ajnu jsou kulturní památkou Ománu, situovanou severozápadně od Bahly a východně od Ibrí, zařazenou na seznamu světového dědictví UNESCO. Na seznam byla památka přidána v roce 1988. Naleziště jsou důkazem o raném osídlení území z doby kamenné. Kamenné ruiny a stavby představují jeden z nejúplnějších a nejzachovalejších souborů lidských sídel a nekropolí ze 3. tisíciletí př. n. l. na celém světě.
Archeologická naleziště zahrnují pohřebiště, hrobky ve formě zapletených úlů dosahující výšky až 8 metrů, zřícené kamenné stavby v Batu a dochovalé hrobní věže v al-Ajnu.

## Fotogalerie

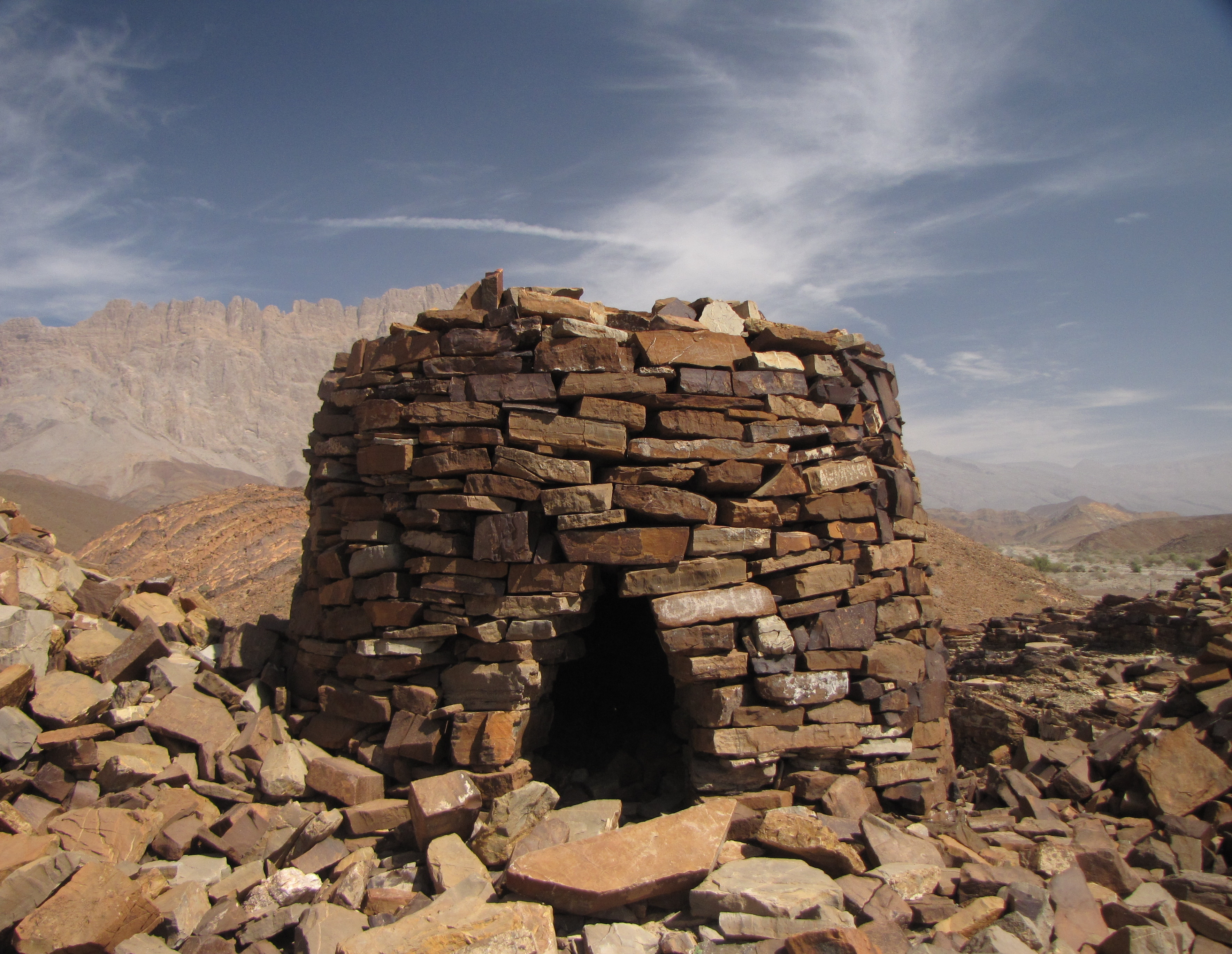
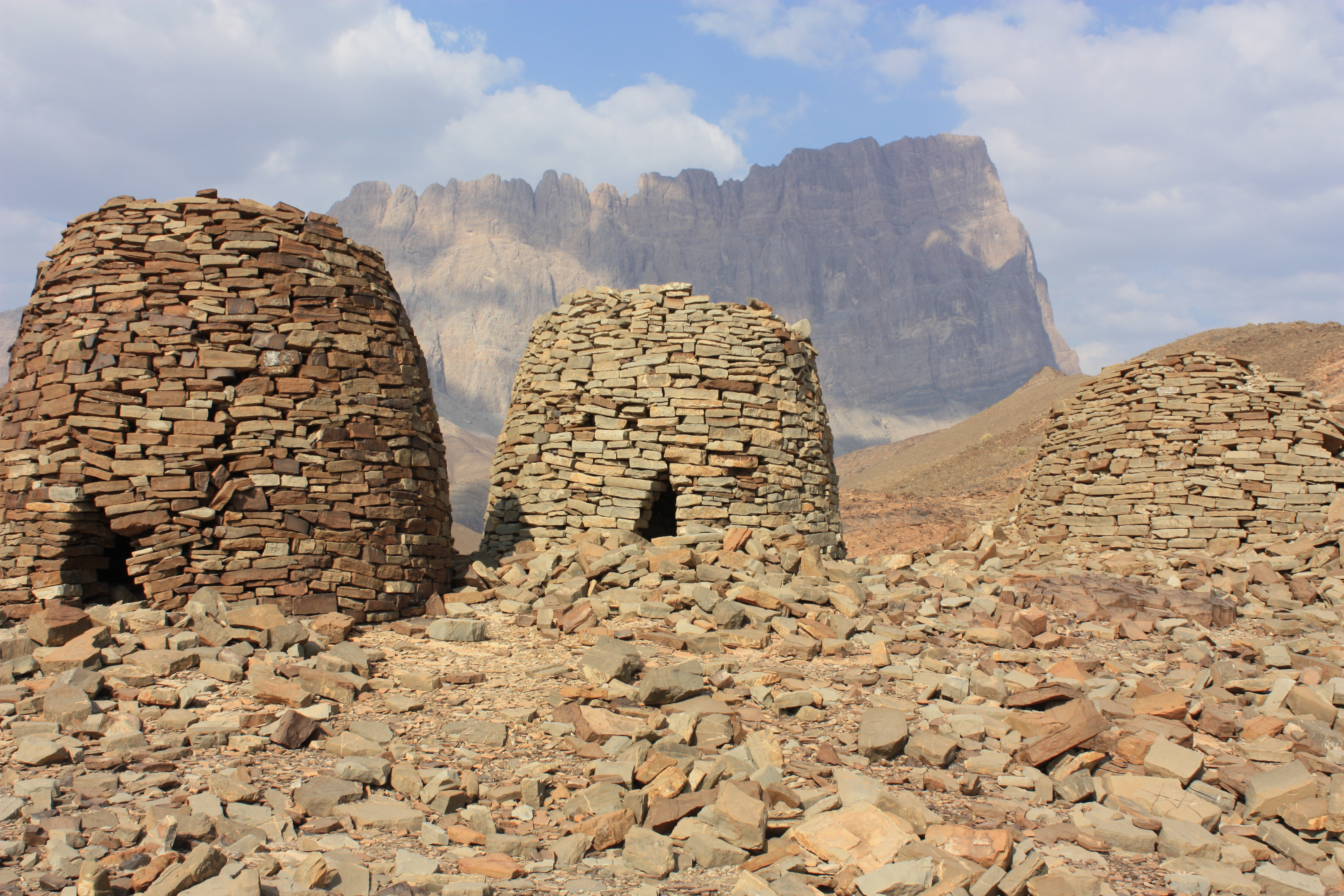
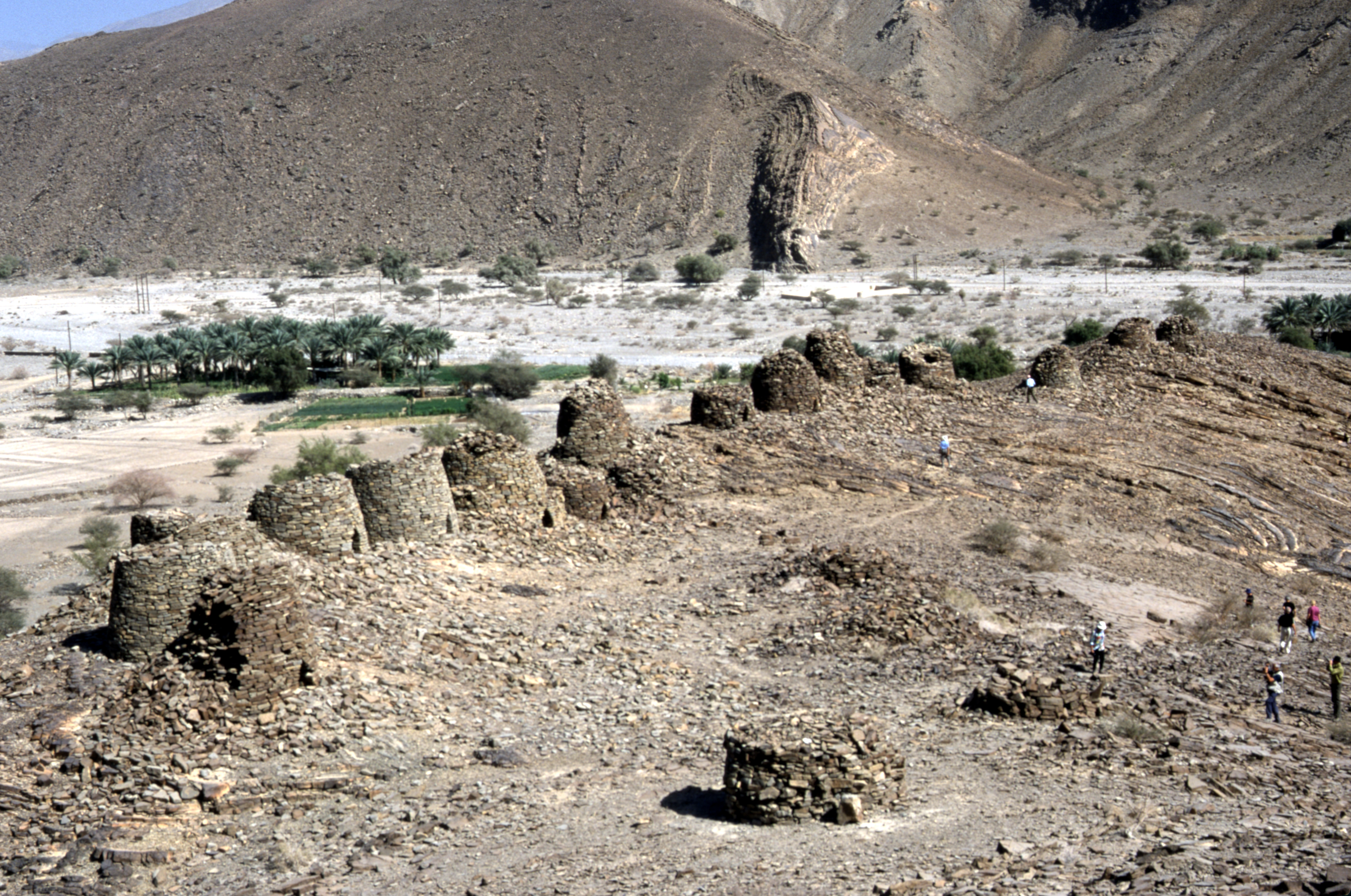